# Comitatul Ada, Idaho
Comitatul Ada, conform originalului din engleză, Ada County, este unul din cele 44 comitate ale statului american Idaho. Sediul comitatului este orașul Boise, care este totodată și capitala statului.

## Demografie
|  | Graficele sunt indisponibile din cauza unor probleme tehnice. Mai multe informații se găsesc la Phabricator și la wiki-ul MediaWiki. |

Date: Wikidata - grafică realizată de Wikipedia

## Orașe
| - Boise - Eagle - Garden City | - Kuna - Meridian - Star |